# Le Mans
『Le Mans』（ル・マン）は日本のフュージョンバンド、DIMENSION（ディメンション）が1992年に発表したミニ・アルバム仕様サウンドトラック。

## 解説
1992年にテレビ朝日系列で放送されていた、『ル・マン24時間耐久レース』中継のために制作された。
本作自体はレース放送終了後、リリースされたが、ル・マンレース中継ではリリースに先駆けて一足早く副音声にて本作収録曲の全曲が流された。
DIMENSIONは1995年も同レースのテーマ音楽を手がけた。
増崎孝司は本作の誕生について、「1人でずっとやるのは辛い」と思った事から、テレビ番組の仕事で小野塚晃を呼んで、ほぼ毎日インストを制作。
たまたま同じ時期、勝田一樹が登場したことから「3人で（DIMENSIONを）やろうか」という話になり本作の誕生のきっかけになった。

## 批評
CDジャーナルは「マツダもトヨタも勝てなかった「ル・マン」のTV番組のサントラというのが主目的のようで、映像をひきたてようとするフュージョン系表現が並んでいる」と評した。

## 収録曲
編曲　DIMENSION
1. Out Of Wind（作曲　増崎孝司）
2. Mirage（作曲　栗林誠一郎）
3. Mind Operation（作曲　増崎孝司）
4. Departure（作曲　増崎孝司）
5. Tornado（作曲　小野塚晃）
6. Silent Dream（作曲　増崎孝司）

## レコーディング・ミュージシャン
- DIMENSION
  - 増崎孝司 - Guitar
  - 小野塚晃 - Keyboards
  - 勝田一樹 - Saxophone
- ゲスト・ミュージシャン
  - 渡嘉敷祐一 - Drums
  - 青木智仁 - Bass